# 目黒区立第十一中学校

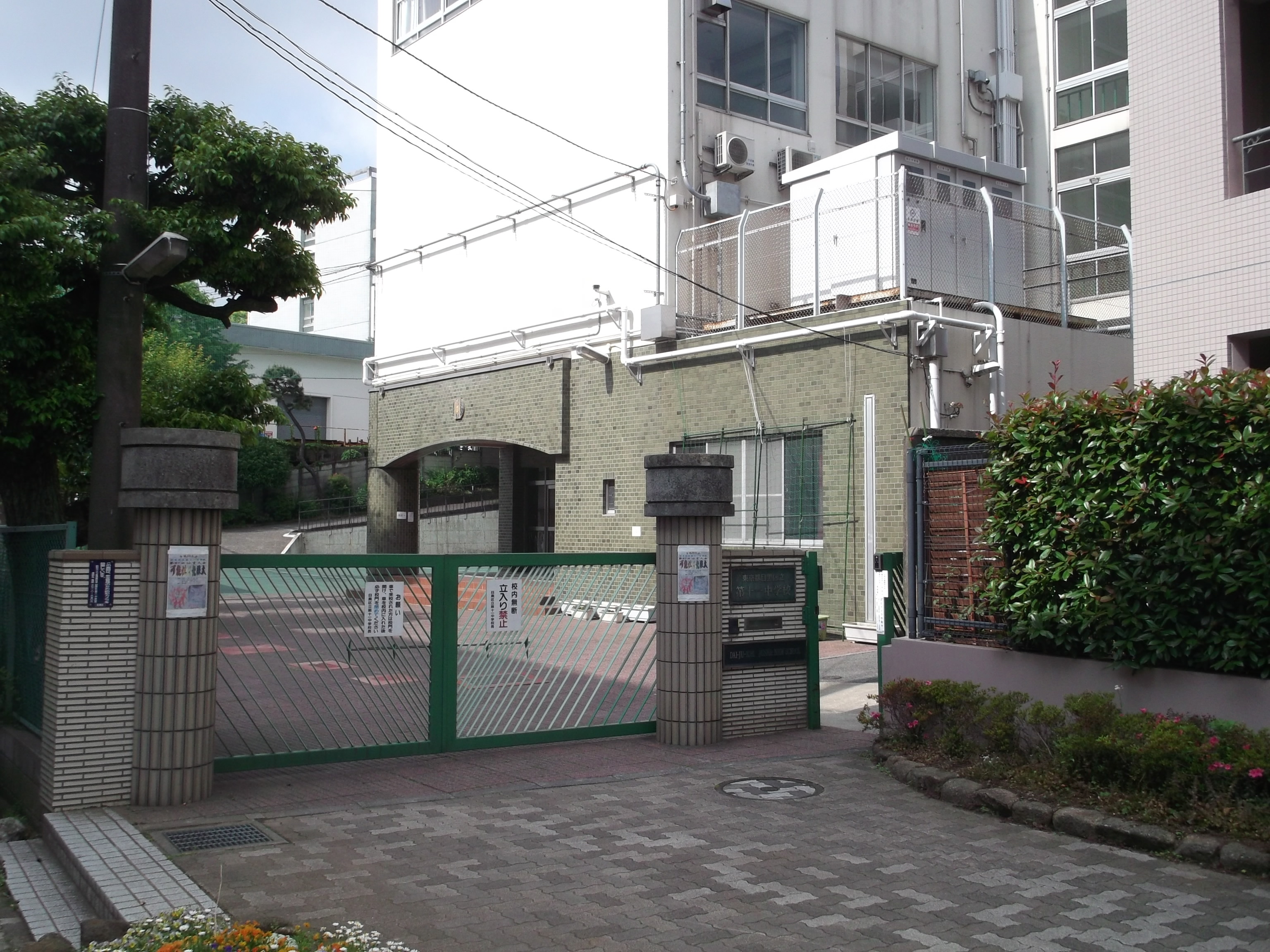
目黒区立第十一中学校

目黒区立第十一中学校（めぐろくりつだいじゅういちちゅうがっこう）は、目黒区緑が丘一丁目にあった区立中学校。

## 概要
- 昭和22年5月5日開校。
- 東京工業大学の隣にあるという利点を生かし、理科出張授業や特別授業・実験講座の実施をしている。
- 令和7年4月1日目黒区立第八中学校と統合し目黒区立目黒西中学校新設のため閉校。

## 十一中への進学を推薦する地域の学校
- 目黒区立緑ヶ丘小学校

## 卒業生
伊藤なつ
伊藤かな